# Memoria flash

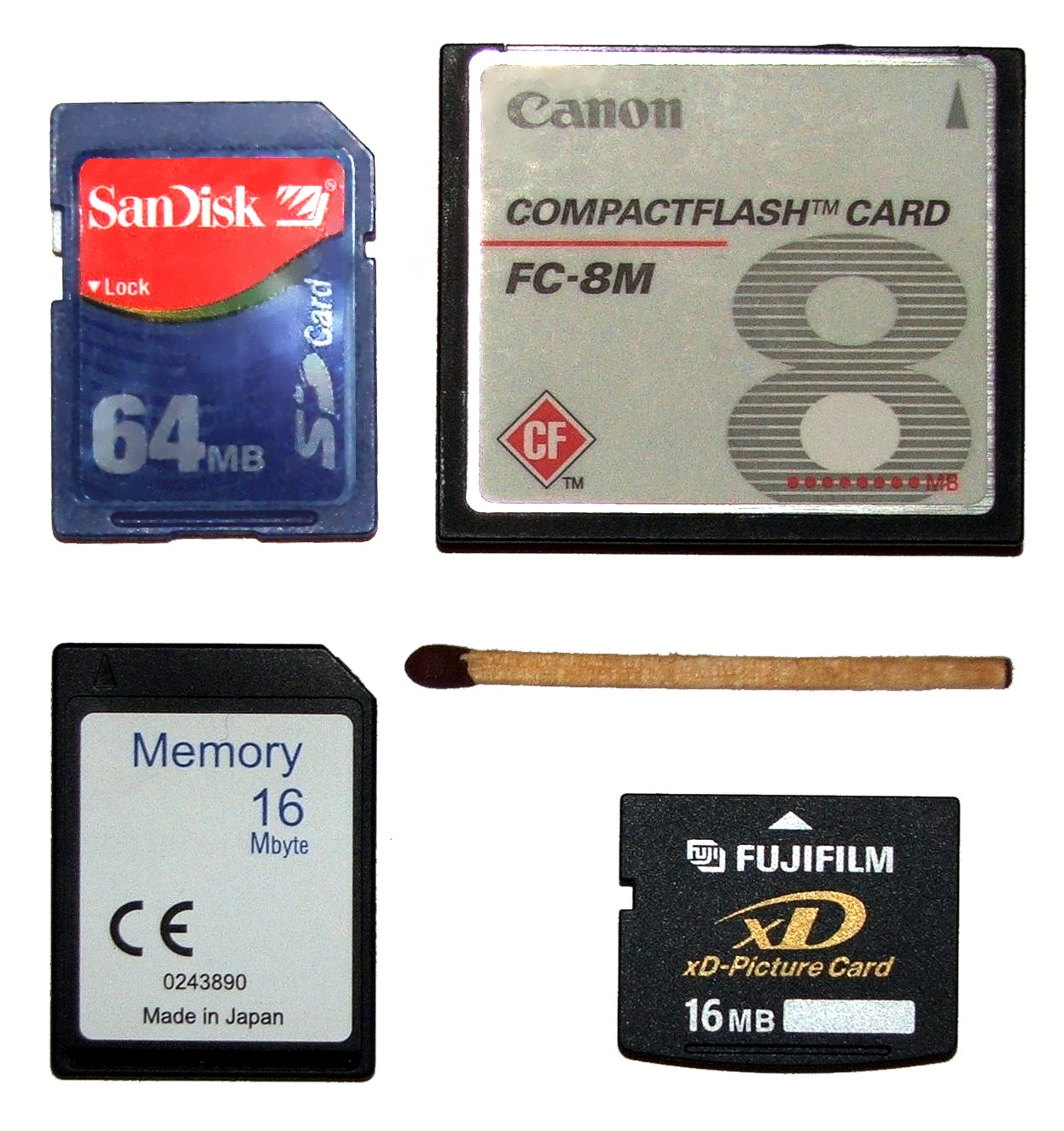
Tarjetas de memoria Flash de distintos formatos.

La memoria flash  es un medio de almacenamiento de memoria de computadora electrónico no volátil que se puede borrar y reprogramar eléctricamente.  Los dos tipos principales de memoria flash, NOR flash y NAND flash, reciben su nombre de las puertas lógicas NOR y NAND. Permite la lectura y escritura de múltiples posiciones de memoria en la misma operación. Gracias a ello, la tecnología flash, mediante impulsos eléctricos, permite velocidades de funcionamiento superiores frente a la tecnología EEPROM primigenia, que solo permitía actuar sobre una única celda de memoria en cada operación de programación. 
Se trata de la tecnología empleada en las memoria USB, unidades de estado sólido, las tarjetas de memoria y las actuales BIOS y UEFI.

## Historia

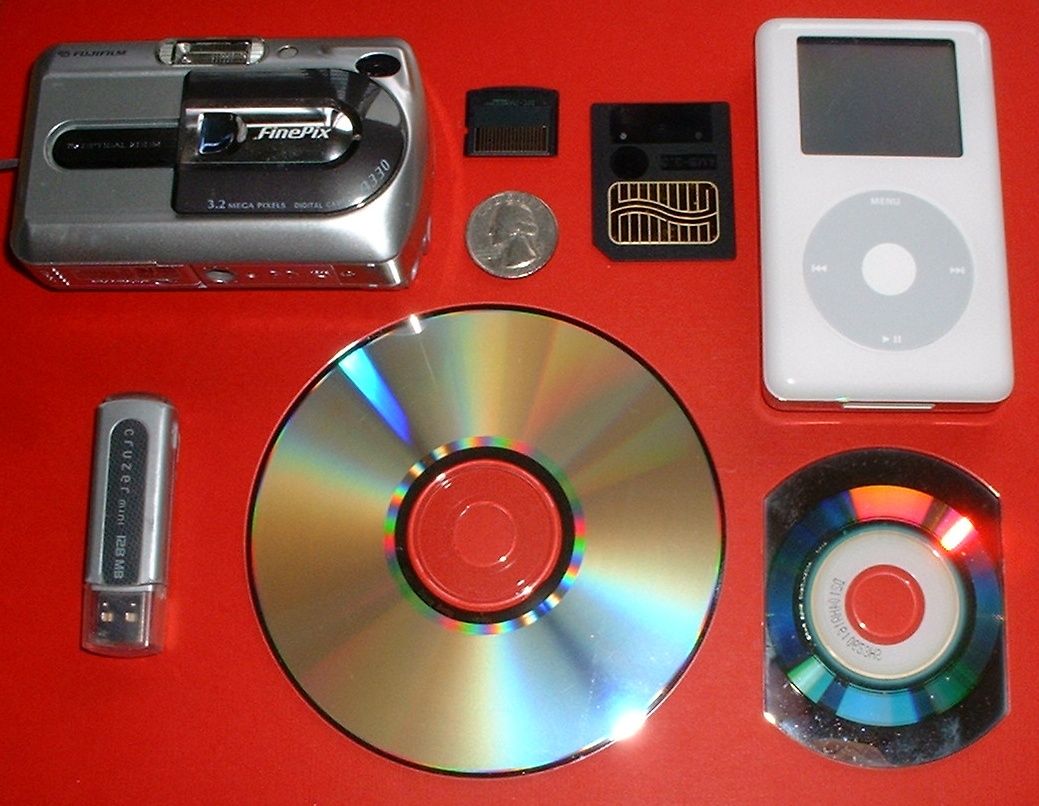
Dispositivos de almacenamiento comunes, utilizados para transportar datos de la computadora.

Los orígenes de la memoria flash se remontan al desarrollo del MOSFET de puerta flotante (FGMOS), también conocido como transistor de puerta flotante. El MOSFET (transistor de efecto de campo semiconductor de óxido de metal) original, también conocido como transistor MOS, fue inventado por el ingeniero egipcio Mohamed M. Atalla y el ingeniero coreano Dawon Kahng en Bell Labs en 1959. Kahng pasó a desarrollar una variación, el MOSFET de puerta flotante, con el ingeniero chino Simon Min Sze en Bell Labs en 1967. 
La historia de la memoria flash siempre ha estado muy vinculada con el avance del resto de las tecnologías a las que presta sus servicios como routers, módems, BIOS de las PC, wireless, etcétera.

### Invención y comercialización
En 1984, fue Fujio Masuoka quien inventó este tipo de memoria como evolución de las EEPROM existentes por aquel entonces, mientras trabajaba para Toshiba, propuso un nuevo tipo de memoria de puerta flotante que permitía borrar secciones completas de la memoria de forma rápida y sencilla, aplicando un voltaje a un solo cable conectado a un grupo de celdas. Esto condujo a la invención de la memoria flash de Masuoka en Toshiba en 1980. Según Toshiba, el nombre "flash" fue sugerido por el colega de Masuoka, Shōji Ariizumi, porque el proceso de borrado de los contenidos de la memoria le recordaba al flash de una cámara. Masuoka y sus colegas presentaron la invención de NOR flash en 1984 y luego NAND flash en la IEEE en 1987 por la conferencia llamada International Electron Devices Meeting (IEDM) celebrada en San Francisco. Intel intentó atribuirse la creación de esta sin éxito, aunque sí comercializó la primera memoria flash de uso común.
En los periféricos se encuentran el: fax-Módem, tarjeta de red.
Entre los años 1994 y 1998, se desarrollaron los principales tipos de memoria conocidas, como la SmartMedia o la CompactFlash. La tecnología pronto planteó aplicaciones en otros campos. En 1998, la compañía coreana Saehan comercializó el primer reproductor de audio digital sin piezas móviles aprovechando el modo de funcionamiento de la memoria flash. Este producto inauguraría una nueva clase de reproductores que causarían una revolución en la industria musical llevando al escándalo Napster, el lanzamiento del iPod y el eventual reemplazo de los reproductores de cinta y CD.
En 1994, SanDisk comenzó a comercializar tarjetas de memoria (CompactFlash) basadas en estos circuitos, y desde entonces la evolución ha llegado a pequeños dispositivos de mano de la electrónica de consumo como reproductores de MP3 portátiles, tarjetas de memoria para videoconsolas y teléfonos móviles, capacidad de almacenamiento para las PC Card que permiten conectar a redes inalámbricas y un largo etcétera, incluso llegando a la aeronáutica espacial.

### Actualidad y futuro
Actualmente la memoria flash es un éxito, ya que se tiende a la ubicuidad de las computadoras y electrodomésticos inteligentes e integrados y, por ello, la demanda de memorias pequeñas, baratas y flexibles seguirá en alza hasta que aparezcan nuevos sistemas que lo superen tanto en características como en costo. En apariencia, esto no parecía muy factible ni siquiera a medio plazo ya que la miniaturización y densidad de las memorias flash estaba todavía lejos de alcanzar niveles preocupantes desde el punto de vista físico. Pero con la aparición del memristor y el almacenamiento en la nube, el futuro de las memorias flash comienza a opacarse.
El desarrollo de las memorias flash es, en comparación con otros tipos de memoria sorprendentemente rápido tanto en capacidad como en velocidad y prestaciones. Sin embargo, los estándares de comunicación de estas memorias, de especial forma en la comunicación con los PC es notablemente inferior, lo que puede retrasar los avances conseguidos. Para resolverlo se introducen continuamente nuevos estándares como USB 3.0 y posteriores y NVM Express.
La apuesta de gigantes de la informática de consumo, como AMD y Fujitsu, en formar nuevas empresas dedicadas exclusivamente a este tipo de memorias, como Spansion(en) en julio de 2003, iniciaron fuertes inversiones en investigación, desarrollo e innovación en un mercado que en 2005 seguía creciendo y que registró en 2004 un crecimiento asombroso hasta los 15.000 millones de dólares (después de haber superado la burbuja tecnológica del llamado "boom punto com") según el analista de la industria Gartner, que avala todas estas ideas. Actualmente empresas como Samsung Electronics, Kioxia, SK Hynix, Micron e Intel son los principales fabricantes de memoria flash. Sin embargo actualmente la industria de la memoria flash se encuentra en recesión debido al descenso de la demanda provocado por el fin de la pandemia del COVID-19, la competencia del almacenamiento en la nube y la Guerra comercial entre China y Estados Unidos.
Actualmente el uso de memoria flash está bastante extendido en los teléfonos celulares para el almacenamiento del Sistema operativo, las aplicaciones y otros elementos, igualmente en las tabletas y reloj inteligente relojes inteligentes se prefiere por su practicidad y reducido tamaño.
Cualquier dispositivo con datos críticos emplea las tecnologías basadas en NOR u ORNAND si tenemos en cuenta que un fallo puede hacer inservible un terminal de telefonía móvil o un sistema médico por llegar a un caso extremo. Sin embargo, la electrónica de consumo personal seguirá apostando por las memorias basadas en NAND por su inmensamente reducido costo y gran capacidad, como los teléfonos celulares o incluso, reproductores de DVD portátiles. La reducción del voltaje empleado, además de un menor consumo, permite alargar la vida útil de estos dispositivos sensiblemente. 
Los sistemas de ficheros para memorias flash, con proyectos disponibles mediante CVS (Concurrent Version System) y código abierto permiten un desarrollo realmente rápido, como es el caso de YAFFS2, que, incluso, ha conseguido varios patrocinadores y hay empresas realmente interesadas en un proyecto de esta envergadura.
La Agencia Espacial Brasileña, por citar una agencia espacial, ya se ha interesado oficialmente en este tipo de memorias para integrarla en sus diseños; la NASA ya lo hizo y demostró en Marte su funcionamiento en el Spirit (rover de la NASA, gemelo de Opportunity).

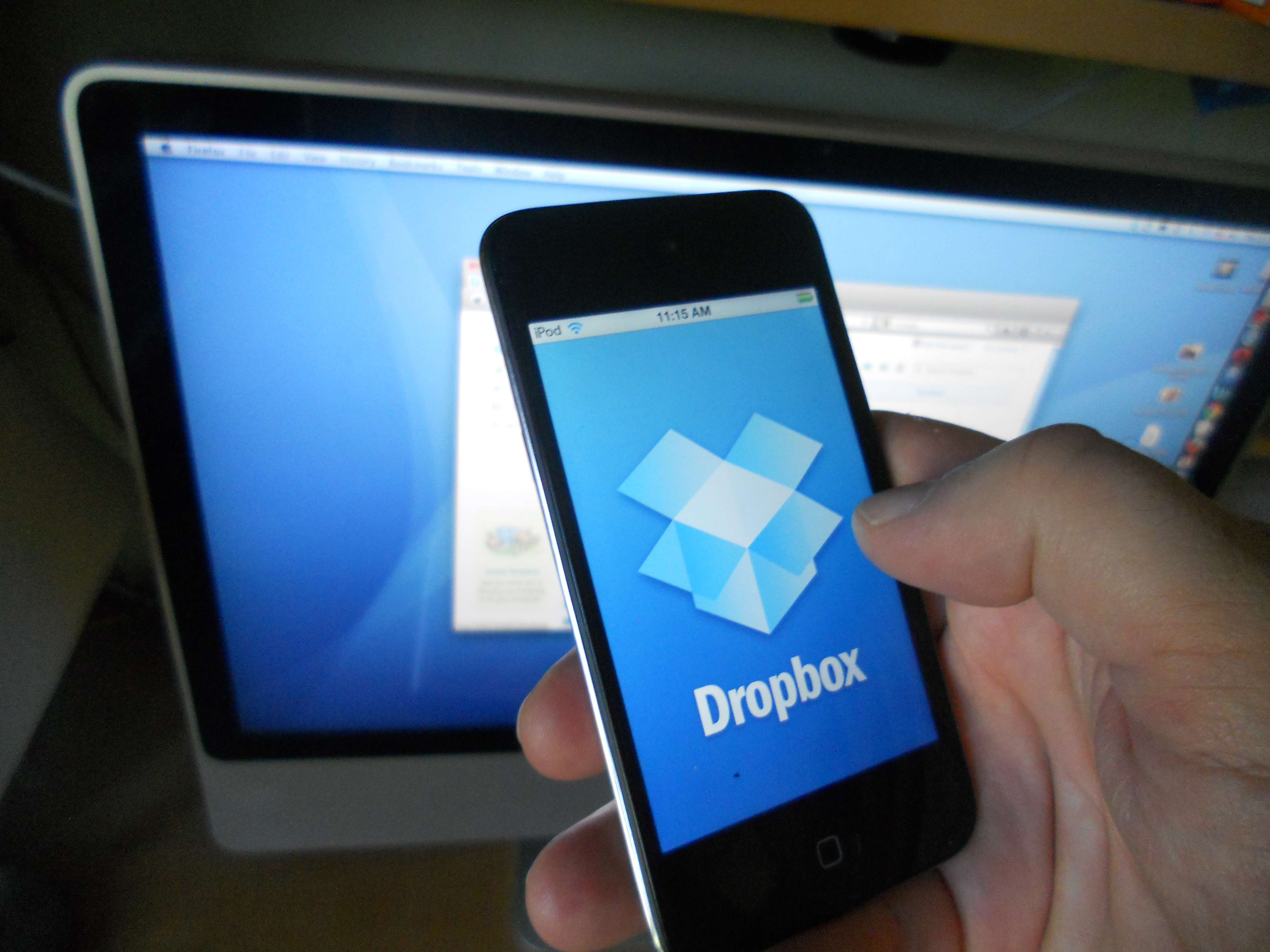
Almacenamiento en la nube de Dropbox.

Actualmente el mayor reto de los fabricantes es competir con el costo por capacidad de otras tecnologías de almacenamiento como los discos ópticos y los discos duros. En consecuencia se efectúan continuamente desarrollos de memoria flash de capas múltiples para aumentar la capacidad y reducir los costos por lo que se proyectan capacidades de varios cientos de Terabytes para finales de los años 2020. Sin embargo la expansión de las conexiones de Internet y el paso hacia la fibra óptica, la Internet por satélite y redes 5G y superiores ha provocado la expansión del almacenamiento en la nube con una capacidad gratuita limitada y planes de pago con más espacio, ensombreciendo el futuro de la memoria flash.

Símbolo de memristor.

Otro candidato para reemplazar a la memoria flash en el futuro es el memristor, un componente electrónico capaz de variar su resistencia dependiendo de la corriente eléctrica.  Fue teorizado por el profesor Leon Chua en 1971, pero no fue hasta 2008 cuando los investigadores de HP Labs lograron crear un prototipo funcional. Esta tecnología ofrece una mayor velocidad y menos desgaste y consumo que los actuales transistores. Sin embargo aún es difícil fabricarlos en gran escala y su desempeño en aplicaciones reales es inconsistente. Por otro lado podría mejorar el rendimiento de las redes neuronales para la inteligencia artificial y también es atractivo su potencial para el cifrado de bajo consumo.

#### Memoria flash como sustituto del disco duro
La primera unidad de estado sólido fue introducida en 1976, la Dataram Bulk Core. La unidad era del tamaño de un horno de microoondas actual y contaba con una capacidad de 2 Megabytes. La primera unidad de estado sólido de lanzamiento comercial basada en memoria flash fue lanzada por SanDisk en 1991 y usada en el equipo IBM ThinkPad Pen Computer con una capacidad de 20 MB.
Las unidades de estado sólido se hicieron más accesibles a partir de los años 2000 cuando SanDisk y Motorola comenzaron a comercializarlas de manera masiva. A principios de la década las unidades de estado sólido seguían siendo costosas, sin embargo todo cambiaría en la década de los 2010.

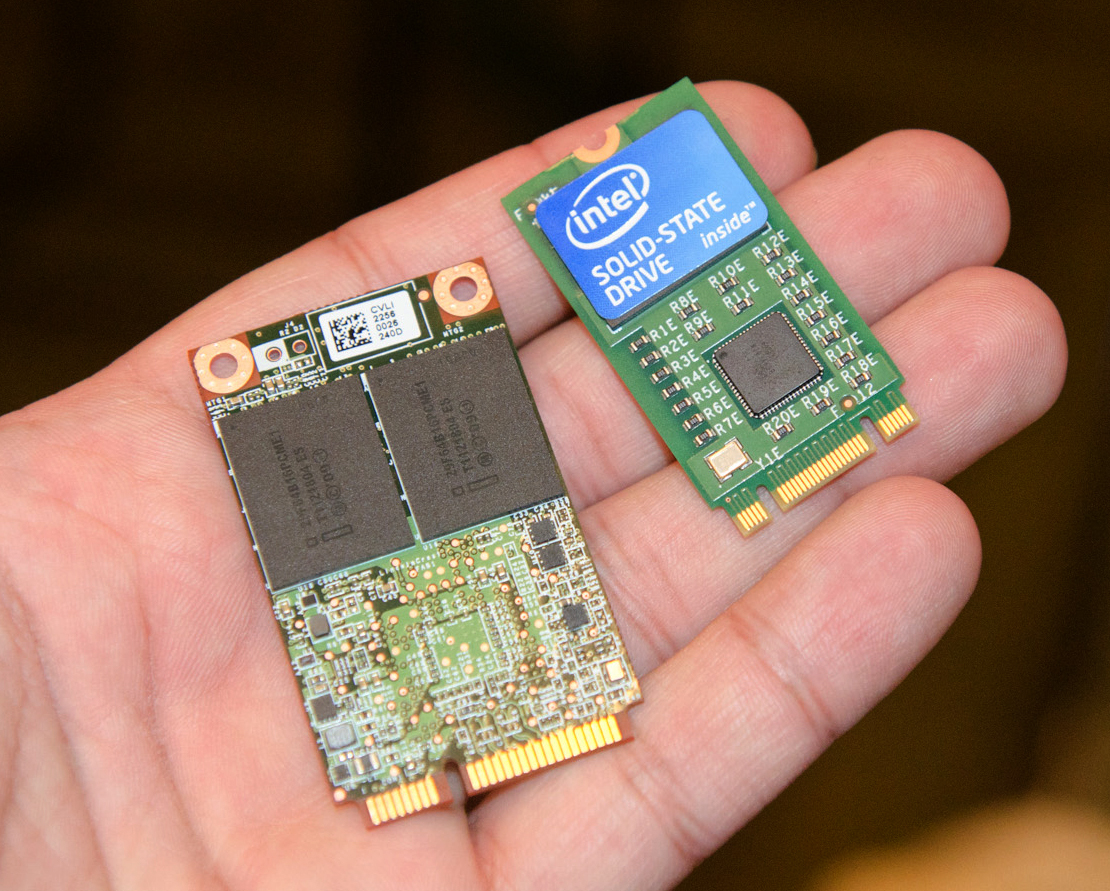
Comparación de un SSD tipo mSATA a la izquierda con uno M.2, 2242 SSD a la derecha.

Apple presentó el 20 de octubre de 2010 una nueva versión del equipo portátil MacBook Air en el evento denominado ‘De vuelta al Mac’ (Back to the Mac), en su sede general de Cupertino, en California (Estados Unidos). Una de las características más resaltantes de este nuevo equipo es que no tenía disco duro, sino una memoria flash, lo que la hizo una máquina más rápida y ligera. Según David Cuen, un especialista consultado por la BBC Mundo, “la memoria flash es una apuesta interesante pero arriesgada. La pregunta es: ¿está el mercado preparado para deshacerse de los discos duros? Apple parece pensar que sí”. Posteriormente un número cada vez mayor de fabricantes comenzaron a usar las unidades de estado sólido para sus equipos en lugar de los discos duros y varias compañías comenzaron a vender estas unidades de forma masiva. Sin embargo los discos duros siguen conservando las ventajas de durabilidad y capacidad mayores y un costo más bajo por lo que su uso continúa.

#### Memoria flash como RAM
A partir de 2012, hay intentos de utilizar la memoria flash como memoria principal de la computadora. De momento es más lenta que la DRAM convencional, pero utiliza hasta diez veces menos energía, y también es significativamente más barata. La referencia  muestra una foto del dispositivo que se parece a una tarjeta PCI-Express, soportada por el controlador correspondiente.
De manera similar el sistema operativo Windows desde Windows Vista ofrece la prestación ReadyBoost para usar las memorias USB y tarjetas de memoria como caché para ayudar a la computadora a ser más rápida.

## Generalidades

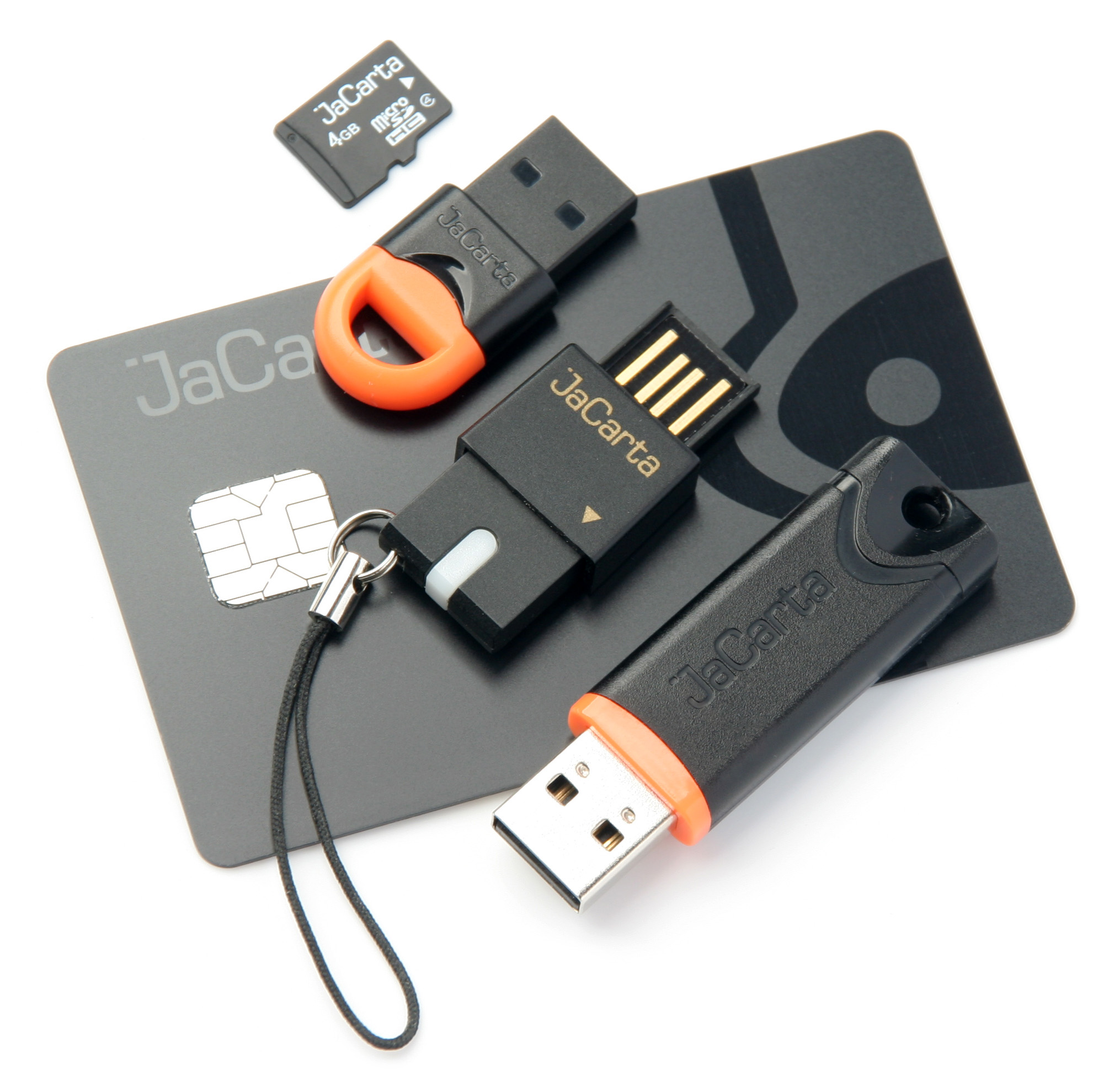
Tarjeta inteligente, tarjeta microSD y tres diferentes memorias USB.

Económicamente hablando, el precio en el mercado cumple la ley de Moore aumentando su capacidad y disminuyendo el precio. Esta evolución se ha acelerado en los últimos años desde la implementación de la tecnología 3D NAND y similares.
Algunas de sus ventajas son una gran resistencia a los golpes, tiempos de acceso más rápidos, bajo consumo de energía y un funcionamiento silencioso, ya que no contiene actuadores mecánicos, lentes láser ni partes móviles comparados con un disco duro convencional o los discos compactos y DVD. Su pequeño tamaño también es un factor determinante a la hora de escoger para un dispositivo portátil, así como su ligereza y versatilidad para todos los usos hacia los que está orientado. En vista de ello, comienzan a popularizarse las unidades SSD que usan memoria flash en lugar de platos y las consolas de novena generación la emplean como almacenamiento primario.
Sin embargo, todos los tipos de memoria flash solo permiten un número limitado de escrituras y borrados, generalmente entre 10.000 y un millón, dependiendo de la celda, de la precisión del proceso de fabricación y del voltaje necesario para su borrado, limitando su vida útil a solo varios años y obligando a los dispositivos a marcar los sectores defectuosos. Su relación costo capacidad es menos favorable respecto a otros medios como los discos ópticos y los discos duros y enfrenta la competencia del almacenamiento en la nube.
Este tipo de memoria está fabricado con puertas lógicas NOR y NAND para almacenar los ceros (0) o unos (1) correspondientes. 
Los sistemas de ficheros para estas memorias están en pleno desarrollo aunque ya en funcionamiento como por ejemplo JFFS originalmente para NOR, evolucionado a JFFS2 para soportar además NAND o YAFFS, ya en su segunda versión, para NAND. Sin embargo, en la práctica se emplea un sistema de ficheros FAT o NTFS por compatibilidad, sobre todo en las unidades de memoria extraíble y los discos de estado sólido de los equipos, mientras que los dispositivos como consolas de videojuegos usan los sistemas de archivos establecidos por los fabricantes.
Otra característica ha sido la resistencia térmica de algunos encapsulados de tarjetas de memoria orientadas a las cámaras digitales de gama alta y otros usos especializados. Esto permite funcionar en condiciones extremas de temperatura como desiertos o glaciares ya que el rango de temperaturas soportado abarca desde los –25 °C hasta los 85 °C.

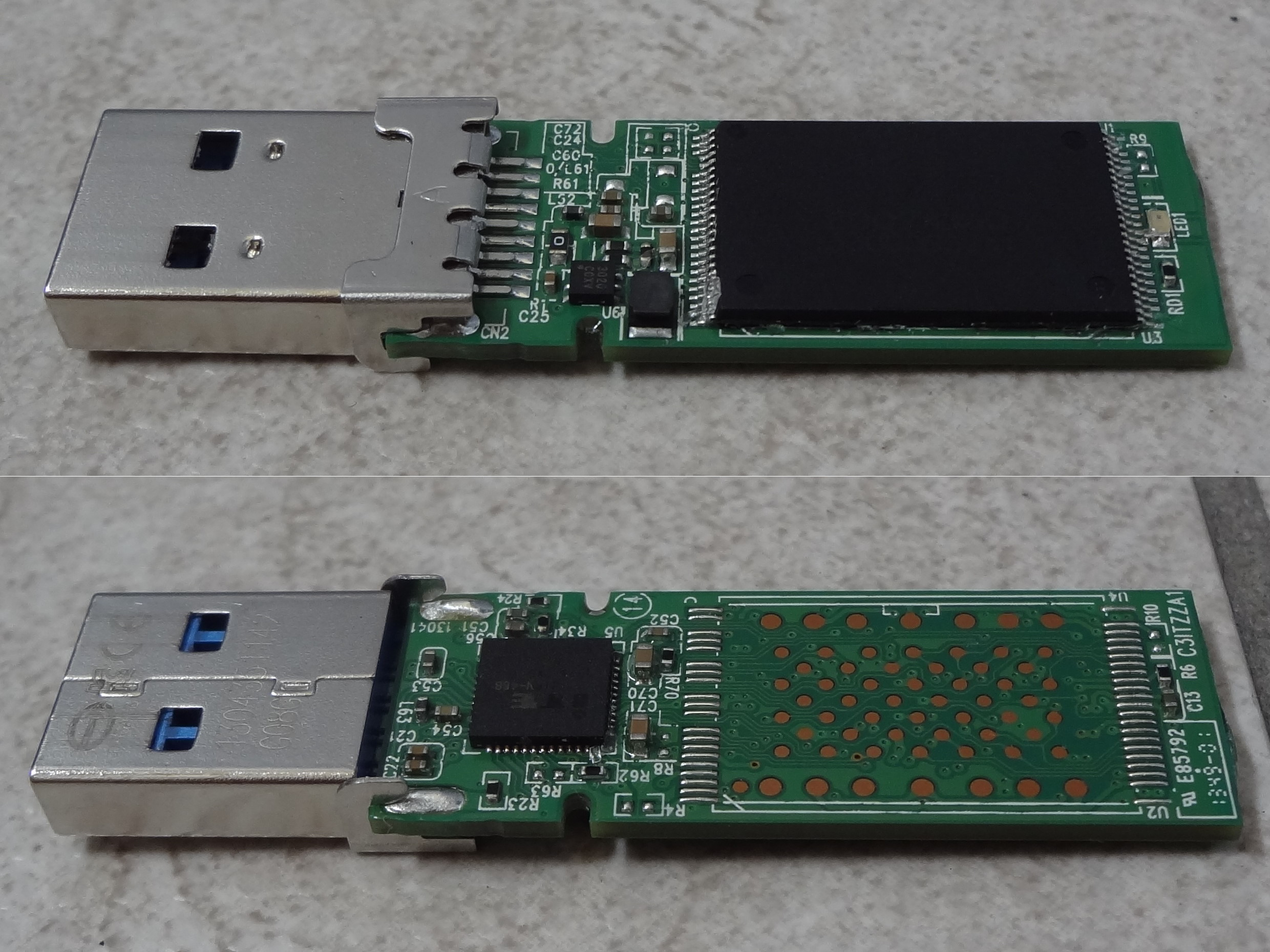
Interior de una memoria USB. El chip negro mayor contiene la memoria flash empleada para el almacenamiento.

Las aplicaciones más habituales son:
- Las memorias USB que, además del almacenamiento, puede incluir otros servicios como, lector de huella digital, radio FM, grabación de voz y, sobre todo como reproductores portátiles de MP3 y otros formatos de audio.
- Las PC Card (descontinuado).
- Las tarjetas de memoria flash que son usadas para almacenar contenidos en las cámaras digitales y los dispositivos como teléfonos móviles, tabletas y relojes inteligentes.

Existen varios estándares de encapsulados promocionados y fabricados por la mayoría de las multinacionales dedicadas a la producción de hardware. Los más comunes hoy en día son Secure Digital, Compact Flash y Memory Stick.

### Acceso a bajo nivel
Flash, como tipo de 
EEPROM que es, contiene una matriz de celdas con un transistor evolucionado con dos puertas en cada intersección. Tradicionalmente solo almacenan un bit de información. Las nuevas memorias flash, llamadas también dispositivos de celdas multinivel, pueden almacenar más de un bit por celda variando el número de electrones que almacenan.
Estas memorias están basadas en el transistor FAMOS (Floating Gate Avalanche-Injection Metal Oxide Semiconductor) que es, esencialmente, un transistor NMOS con un conductor (basado en un óxido metálico) adicional localizado o entre la puerta de control (CG – Control Gate) y los terminales fuente/drenador contenidos en otra puerta (FG – Floating Gate) o alrededor de la FG conteniendo los electrones que almacenan la información.

### Memoria flash de tipo NOR

Cableado y estructura en silicio de la memoria flash NOR.

En las memorias flash de tipo NOR, cuando los electrones se encuentran en FG (Floating Gate), modifican (prácticamente anulan) el campo eléctrico que generaría CG (control Gate) en caso de estar activo. De esta forma, dependiendo de si la celda está a 1 o a 0, el campo eléctrico de la celda existe o no. Entonces, cuando se lee la celda poniendo un determinado voltaje en CG, la corriente eléctrica fluye o no en función del voltaje almacenado en la celda. La presencia/ausencia de corriente se detecta e interpreta como un 1 o un 0, reproduciendo así el dato almacenado. En los dispositivos de celda multinivel, se detecta la intensidad de la corriente para controlar el número de electrones almacenados en FG e interpretarlos adecuadamente.
Para programar una celda de tipo NOR (asignar un valor determinado) se permite el paso de la corriente desde el terminal fuente al terminal drenador, entonces se coloca en CG un voltaje alto para absorber los electrones y retenerlos en el campo eléctrico que genera. Este proceso se llama hot-electrón injection. Para borrar (poner a “1”, el estado natural del transistor) el contenido de una celda, expulsar estos electrones, se emplea la técnica de Fowler-Nordheim tunnelling, un proceso de tunelado mecánico-cuántico.                  Esto es, aplicar un voltaje inverso bastante alto al empleado para atraer a los electrones, convirtiendo al transistor en una pistola de electrones que permite, abriendo el terminal drenador, que los electrones abandonen el mismo. Este proceso es el que provoca el deterioro de las celdas, al aplicar sobre un conductor tan delgado un voltaje tan alto.
Es necesario destacar que las memorias flash están subdivididas en bloques (en ocasiones llamados sectores) y por lo tanto, para el borrado, se limpian bloques enteros para agilizar el proceso, ya que es la parte más lenta del proceso. Por esta razón, las memorias flash son mucho más rápidas que las EEPROM convencionales, ya que borran byte a byte. No obstante, para reescribir un dato es necesario limpiar el bloque primero para después reescribir su contenido.

### Memoria flash de tipo NAND

Cableado y estructura en silicio de la memoria flash NAND.

Las memorias flash basadas en puertas lógicas NAND funcionan de forma ligeramente diferente: usan un túnel de inyección para la escritura y para el borrado un túnel de ‘soltado’. Las memorias basadas en NAND tienen, además de la evidente base en otro tipo de puertas, un costo bastante inferior, unas diez veces de más resistencia a las operaciones, pero solo permiten acceso secuencial (más orientado a dispositivos de almacenamiento masivo), frente a las memorias flash basadas en NOR que permiten lectura de acceso aleatorio. Sin embargo, han sido las NAND las que han permitido la expansión de este tipo de memoria, ya que el mecanismo de borrado es más sencillo (aunque también se borre por bloques) lo que ha proporcionado una base más rentable para la creación de dispositivos de tipo tarjeta de memoria. Las populares memorias USB o también llamadas Pendrives, utilizan memorias flash de tipo NAND.

### Comparación de memorias flash tipo NOR y NAND
Para comparar estos tipos de memoria se consideran los diferentes aspectos de las memorias tradicionalmente valorados.
- La densidad de almacenamiento de los chips es actualmente bastante mayor en las memorias NAND.

- El costo de NOR es mucho mayor.

- El acceso NOR es aleatorio para lectura y orientado a bloques para su modificación.

- En la escritura de NOR podemos llegar a modificar un solo bit. Esto destaca con la limitada reprogramación de las NAND que deben modificar bloques o palabras completas.

- La velocidad de lectura es muy superior en NOR (50-100 ns) frente a NAND (10 µs de la búsqueda de la página + 50 ns por byte).

- La velocidad de escritura para NOR es de 5 µs por byte frente a 200 µs por página en NAND.

- La velocidad de borrado para NOR es de 1 ms por bloque de 64 KB frente a los 2 ms por bloque de 16 KB en NAND.

- La fiabilidad de los dispositivos basados en NOR es realmente muy alta, es relativamente inmune a la corrupción de datos y tampoco tiene bloques erróneos frente a la escasa fiabilidad de los sistemas NAND que requieren corrección de datos y existe la posibilidad de que queden bloques marcados como erróneos e inservibles.

En resumen, los sistemas basados en NAND son más baratos pero carecen de una fiabilidad que los haga eficientes, lo que demuestra la necesidad imperiosa de un buen sistema de ficheros. Dependiendo de qué sea lo que se busque, merecerá la pena decantarse por uno u otro tipo.

### Estandarización

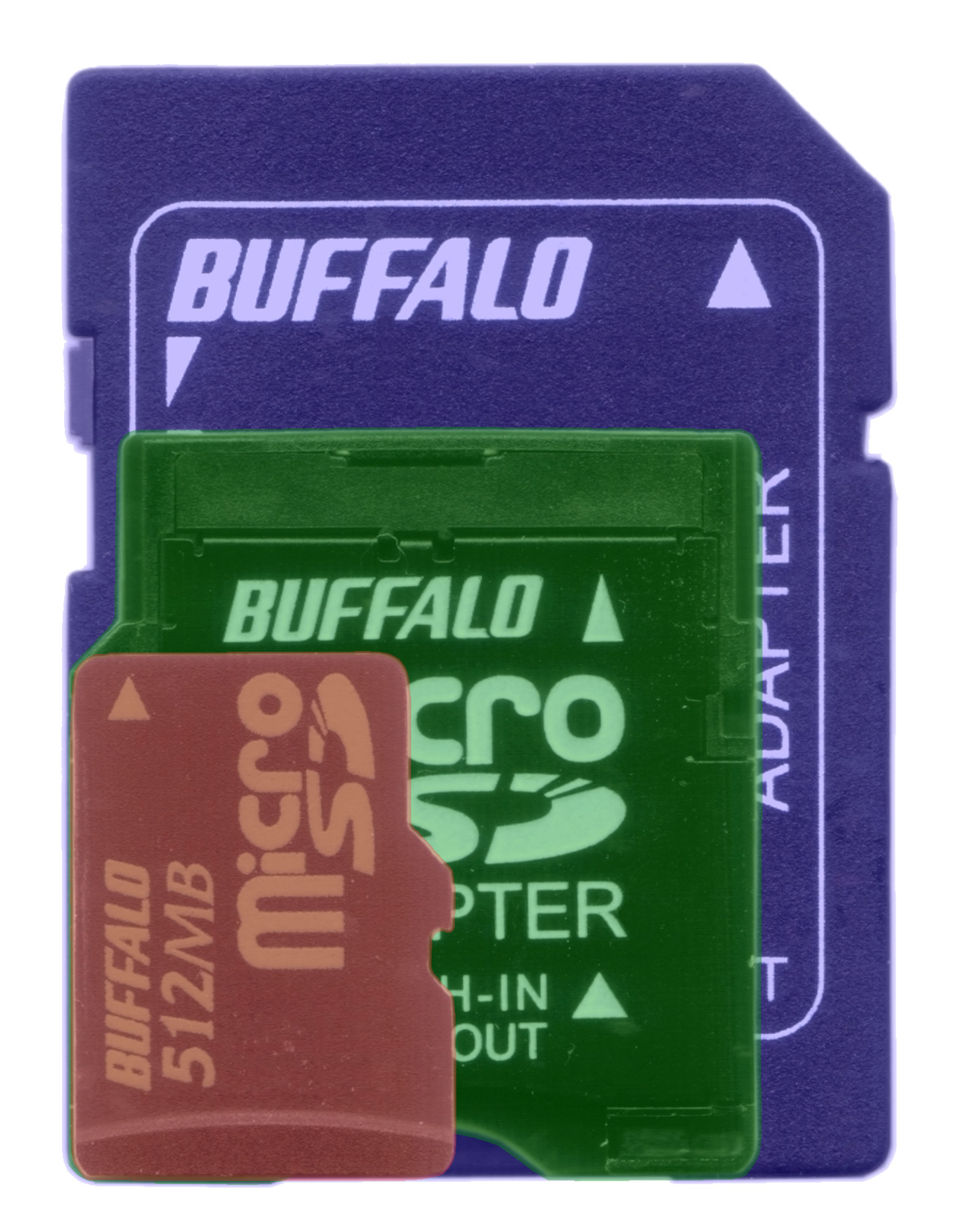
Tarjeta de memoria microSD, y adaptadoras para miniSD y SD estándar.

El grupo Open NAND Flash Interface (ONFI) ha desarrollado una interfaz estandarizada a bajo nivel para chips de memoria NAND. Esto permite la interoperabilidad entre dispositivos NAND de diferentes fabricantes. El ONFI versión 1.0 fue lanzado el 28 de diciembre de 2006. Establece:
- Una interfaz física estándar (pinout) para memorias nand.
- Un set de comandos estándar para leer, escribir y borrar chips nand.
- Un mecanismo para auto-identificación (comparable a la función de detección de presencia de módulos de memoria SDRAM).

El grupo ONFI es apoyado por la mayoría de los fabricantes de memorias flash nand, incluyendo Hynix, Intel, Micron Technology y Numonyxen), así como por los principales fabricantes de dispositivos que incorporan chips de memoria flash nand.
Un grupo de proveedores (incluyendo Intel, Dell, y Microsoft) formaron el grupo de trabajo NVM Express (Non-Volatile Memory Host Controller Interface). El objetivo del grupo es proporcionar software estándar e interfaces de programación hardware para los subsistemas de memoria no volátil, incluido el dispositivo "flash caché", conectado al bus PCI Express.

## Sistemas de ficheros flash
Diseñar un sistema de ficheros eficiente para las memorias flash se ha convertido en una carrera vertiginosa y compleja, porque aunque ambos son tipos de memoria flash (NOR y NAND), tienen características muy diferentes entre sí a la hora de acceder a esos datos. Esto es porque un sistema de ficheros que trabaje con memorias de tipo NOR incorpora varios mecanismos innecesarios para NAND y, a su vez, NAND requiere mecanismos adicionales, innecesarios para gestionar la memoria de tipo NOR. Llavero usb
Un ejemplo podría ser un "recolector de basura". Esta herramienta está condicionada por el rendimiento de las funciones de borrado que, en el caso de NOR es muy lento y, además, un recolector de basura NOR requiere una complejidad relativa bastante alta y limita las opciones de diseño del sistema de ficheros. Comparándolo con los sistemas NAND, que borran mucho más rápidamente, estas limitaciones no tienen sentido.
Otra de las grandes diferencias entre estos sistemas es el uso de bloques erróneos que pueden existir en NAND pero no tienen sentido en los sistemas NOR que garantizan la integridad. El tamaño que deben manejar unos y otros sistemas también difiere sensiblemente y por lo tanto es otro factor a tener en cuenta. Se deberá diseñar estos sistemas en función de la orientación que se le quiera dar al sistema.
Los dos sistemas de ficheros que se disputan el liderazgo para la organización interna de las memorias flash son JFFS (Journaling Flash File System) y YAFFS (Yet Another Flash File System), ExFAT (tabla extendida de asignación de ficheros) es la opción de Microsoft.

## Antecedentes de la memoria flash
Las memorias han evolucionado mucho desde los comienzos del mundo de la computación. Conviene recordar los tipos de memorias de semiconductores empleadas como memoria principal y unas ligeras pinceladas sobre cada una de ellas para enmarcar las memorias flash dentro de su contexto.
Organizando estos tipos de memoria conviene destacar tres categorías si las clasificamos en función de las operaciones que podemos realizar sobre ellas, es decir, memorias de solo lectura, memorias de sobre todo lectura y memorias de lectura/escritura.
- Memorias de solo lectura.
  - ROM (Read Only Memory): se usan principalmente en microprogramación de sistemas. Los fabricantes las suelen emplear cuando producen componentes de forma masiva.
  - PROM (Programmable Read Only Memory): el proceso de escritura es electrónico. Se puede grabar posteriormente a la fabricación del chip, a diferencia de las anteriores que se graba durante la fabricación. Permite una única grabación y es más cara que la ROM.
- Memorias de sobre todo lectura.
  - EPROM (Erasable Programmable Read Only Memory): se puede escribir varias veces de forma eléctrica, sin embargo, el borrado de los contenidos es completo y a través de la exposición a rayos ultravioletas (de esto que suelen tener una pequeña ‘ventanita’ en el chip).
  - EEPROM (Electrically Erasable Programmable Read Only Memory): se puede borrar selectivamente byte a byte con corriente eléctrica. Es más cara que la EPROM.
  - Memoria flash: está basada en las memorias EEPROM pero permite el borrado bloque a bloque y es más barata y densa.
- Memorias de Lectura/Escritura (RAM).
  - DRAM (Dynamic Random Access Memory): los datos se almacenan como en la carga de un condensador. Tiende a descargarse y, por lo tanto, es necesario un proceso de refresco periódico. Son más simples y baratas que las SRAM.
  - SRAM (Static Random Access Memory): los datos se almacenan formando biestables, por lo que no requiere refresco. Igual que DRAM es volátil. Son más rápidas que las DRAM y más caras.

## Tarjetero flash
Un tarjetero flash o lector de tarjetas de memoria es un periférico que lee o escribe en memoria flash. Actualmente, los instalados en computadoras (incluidos en una placa o mediante puerto USB), marcos digitales, lectores de DVD y otros dispositivos, además de también estar disponibles como periféricos independientes, suelen leer varios tipos de tarjetas.

## Cuidados

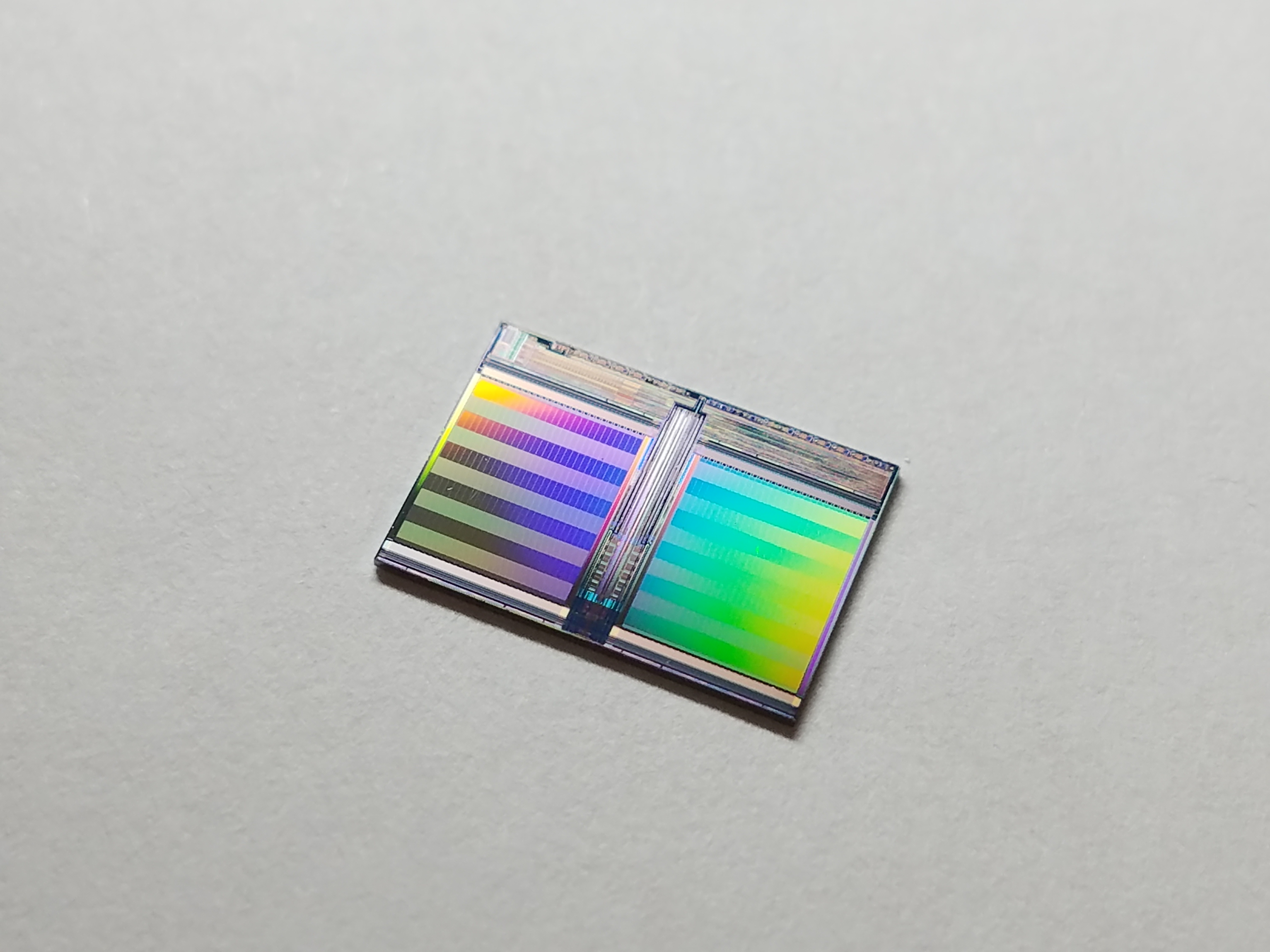
Interior de una memoria NAND Flash.

- Cambiar o recargar las baterías del dispositivo cuando estén descargadas o bajas de carga: la descarga de las baterías es una de las causas frecuentes de daños y pérdida de datos en las tarjetas de memoria. Si la batería se acaba mientras el dispositivo está guardando algo en la tarjeta no solo podría dañarse el archivo sino toda la tarjeta.
- Extraer correctamente la tarjeta del dispositivo: es importante que el dispositivo haya terminado de usar la tarjeta antes de extraerla. Si se extrae mientras está en uso, se podría dañar la tarjeta, provocando la pérdida de información.
- Almacenar correctamente las tarjetas en sus estuches plásticos: a pesar de ser confiables, las tarjetas de memoria pueden sufrir daños al caer sobre superficies duras. Guarde las tarjetas en sus estuches cuando no las use.
- Electricidad estática: la mayoría de las tarjetas de hoy son fabricadas para tolerar la electricidad estática, pero las descargas fuertes pueden causarles daños.
- Formato: formatear las tarjetas en un formato que el dispositivo pueda manejar (usualmente: FAT para tarjetas de hasta 2 GB; FAT 32 para tarjetas de 4 a 32 GB; exFAT para capacidades mayores). En caso de dudas, revisar el manual del fabricante. Nunca retirar la tarjeta durante el proceso de formateo.
- Evitar el agua: muchas tarjetas son razonablemente resistentes al agua. Por seguridad, guardar las tarjetas sobrantes (y el dispositivo también) en una bolsa plástica al estar cerca del agua. Y si alguna tarjeta se moja, asegurarse que esté completamente seca antes de usarla. Los interiores de los dispositivos no son resistentes al agua.
- Rayos X: hasta ahora nadie ha podido confirmar de que los rayos X de los aeropuertos dañen las tarjetas de memoria, pero por si acaso, no llevar las tarjetas con usted al viajar.
- Servicio postal: no enviar las tarjetas por el servicio postal, puesto que las revisiones con radiación podrían dañarlas. En vez de eso usar un servicio de mensajería o paquetería privados.
- Al introducir la tarjeta, no forzarla: las tarjetas están hechas para encajar solo de una forma. Si se introduce de forma equivocada y se la fuerza, se podrían dañar las tarjetas o las ranuras de los dispositivos. Para saber cómo insertarlas, revisar el manual del dispositivo.
- Calor: a diferencia de los discos CD, DVD y BD, las tarjetas son resistentes al calor. Tratar de no dejarlas en un auto estacionado bajo el sol, pero sino posiblemente sigan bien. Si las necesidades lo exigen, considerar las tarjetas reforzadas para condiciones extremas.
- Realizar copias de seguridad: las tarjetas no son perfectas y pueden fallar por los problemas mostrados anteriormente. Hacer copias de seguridad en medios diferentes y hasta guardar la información en disco duro externo o grabarla en discos DVD o BD para guardarla a largo plazo. No guarde información importante únicamente en las tarjetas de memoria.